# Discoloma fryi
Discoloma fryi is een keversoort uit de familie Discolomatidae. De wetenschappelijke naam van de soort is voor het eerst geldig gepubliceerd in 1878 door Horn.